# 凛音とうか
凛音 とうか（りんね とうか、1990年10月23日 - ）は、日本の元AV女優。LINXに所属していた。

## 略歴
2018年2月、エスワン専属女優としてAVデビュー。
2018年8月より専属を離れ、企画単体女優となる。
2020年6月8日の公式ツイッターで、7月9日付でのLINX退所を発表。一時的に活動を休止する意向だが、引退ではないとしている。
2021年7月より、作品の発売は多くなるため、本人は具体的に言っていないものの、事実上活動再開とみられる。
2022年3月15日。自身の作品発売を以って引退。
2023年5月15日週FANZA動画フロアランキングにおいて、出演した『【祝春ギフト】【福袋】超絶大ヒット人気タイトル厳選ノーカット収録!15作品で35時間!まるごと2130分大収録!乳首びんびんどすけべ痴女BEST!!』（発売：かつお物産/妄想族）が1位を記録。同作は同年8月14日週にも1位浮上。9月4日週にも1位浮上するなどロングヒットとなった。

## 人物
千葉県出身。趣味・特技は旅行（月に一度はどこかに行きたい）。映画、スポーツ観戦。
中学1年生の時に雑誌『egg』に載っていた記事を参考に初めてオナニーをし、中学2年生の時に初めて付き合った男性（19歳くらい）とファーストキスと初体験。
初体験は、痛みもなく出血もしなかったが、これは相手のチンチンがかなり小さかったからで、二人目の相手で出血した。
AV女優となったきっかけは、いろいろなエッチがしてみたかったから。
デビュー作は「話し方などで婚約者にバレるかもしれない」という理由で、インタビューシーンを撮影しないという演出がなされた。
得意な体位は、スパイダー騎乗位。男優がイキそうになるのを堪えて困ってる顔を上から見下ろせるのが好き。

## 映像作品

### アダルトDVD
| 発売日   | タイトル | 規格品番 | 規格品番  | メーカー      | 備考 |
| 発売日   | タイトル | DVD      | BD        | メーカー      | 備考 |
| -------- | --- | -------- | --------- | ------------- | ---- |
| 2月19日  | 新人 NO.1STYLE ドリームIcupボディ 凛音とうか 27歳－結婚直前－決意 AVデビュー                                                                             | SSNI-140 | 9SSNI-140 | S1 NO.1 STYLE |      |
| 4月1日   | Icup極エロボディ激イキ! 初体験4本番スペシャル | SSNI-163 |           | S1 NO.1 STYLE |      |
| 4月19日  | 交わる体液、濃密セックス 完全ノーカットスペシャル | SSNI-188 |           | S1 NO.1 STYLE |      |
| 5月19日  | 激イキ131回!痙攣4021回!イキ潮2900cc! Icup&超クビレのゴージャスボディ エロス覚醒 はじめての大・痙・攣スペシャル                                           | SSNI-214 |           | S1 NO.1 STYLE |      |
| 6月19日  | 犯された爆乳女捜査官 拷問輪姦レ●プ | SSNI-237 |           | S1 NO.1 STYLE |      |
| 7月19日  | セックスで鍛えた極美筋肉ボディの肉弾ビクビク性交 | SSNI-263 |           | S1 NO.1 STYLE |      |
| 9月1日   | 絶対乳首をお留守にしないずっと弄くりこねくりSEX 初中出しスペシャル!                                                                                      | JUFD-946 |           | Fitch         |      |
| 9月7日   | 暴風雨 憧れの女上司と二人だけの夜 | JUY-603  |           | マドンナ      |      |
| 10月1日  | 話題のポコチンドックに予約殺到! 爆乳の女医と看護師にじっくり診られる男性限定淫語クリニック 凛音とうか 小早川怜子                                         | JUFD-962 |           | Fitch         |      |
| 10月7日  | 向かい部屋の人妻 | JUY-635  |           | マドンナ      |      |
| 11月1日  | 貴方だけを見つめ続ける 淫語中出しソープ | JUFD-981 |           | Fitch         |      |
| 11月13日 | チ●ポの快感ポイントを心得たパイズリ職人 美爆乳Iカップ挟射性交 超絶テク10連射精スペシャル                                                                 | EBOD-666 |           | E-BODY        |      |
| 11月19日 | Icup高級ランジェリー販売員の誘惑セールス術 | PPPD-715 |           | OPPAI         |      |
| 12月7日  | 緊縛愛奴 | JBD-231  |           | アタッカーズ  |      |
| 12月25日 | 全身イクイク敏感体質の早漏巨乳人妻だけが働く無制限中出しソープランド                                                                                     | HND-614  |           | 本中          |      |
| 12月25日 | 人妻限定! 個室相席ラウンジで盛り上がったエロママ2人組とラブホで2次会! ノリノリでハグチューしてたらまたまた一気に泥酔乱交パーティーしちゃいました!! Vol.2 | NNPJ-314 |           | ナンパJAPAN   |      |

| 発売日   | タイトル | 規格品番   | 規格品番 | メーカー                          | 備考                           |
| 発売日   | タイトル | DVD        | BD       | メーカー                          | 備考                           |
| -------- | --- | ---------- | -------- | --------------------------------- | ------------------------------ |
| 1月26日  | 恥ずかしいカラダ ダイナマイトボディ | HMGL-173   |          | HMJM                              |                                |
| 2月1日   | 父が出かけて2秒でセックスする母と息子 | VENU-844   |          | VENUS                             |                                |
| 2月1日   | 巨乳家庭教師は自分の胸が露出してる事が原因で生徒が勉強に集中できない事を知り先生には触らないという条件付きで優しくチ○ポをシゴきはじめるが… | DOCP-126   |          | DOC PREMIUM                       |                                |
| 2月7日   | ボイン大好きしょう太くんのHなイタズラ 実は本当のママじゃなかった…編 | GVG-815    |          | グローリークエスト                |                                |
| 2月7日   | 自宅を占拠され生徒達に輪姦される女教師 | HBAD-463   |          | ヒビノ                            |                                |
| 2月8日   | 艷妻ランジェリーナ WIFE.01 艶やかな躰に喰い込む匂い立つ濡布 | DTT-014    |          | KANBi                             |                                |
| 2月8日   | 旦那とのマンネリSEX打開目的で膣トレをしている義母をたまたま目撃!! 普段意識していなかったが義母のイヤラしいカラダとエッチな格好にフル勃起!! しかも膣を鍛えているせいか締まりも最高!!若い欲求を抑える事が出来ず禁断の関係に!! | SCOP-599   |          | SCOOP                             |                                |
| 2月19日  | 彼女のお姉さんは巨乳と中出しOKで僕を誘惑 | PPPD-738   |          | OPPAI                             |                                |
| 3月1日   | 乳しゃぶり | PZD-039    |          | ドリームチケット                  |                                |
| 3月1日   | 奴隷志願 13 爆乳Icup 凛音とうか | TKI-098    |          | MAD                               |                                |
| 3月1日   | 母のおっぱいをわっしわし揉みながら中出しする近親相姦 | VENU-850   |          | VENUS                             |                                |
| 3月1日   | はだかの家政婦 全裸家政婦紹介所 | HDKA-164   |          | プラネットプラス / 裸婦趣向       |                                |
| 3月7日   | アナコンダソープ その快感史上最高 蛇舌に悶絶 病みつき最強風俗! | YMDD-149   |          | 桃太郎映像出版                    |                                |
| 3月7日   | 性処理してもらいたいエロガキ達が行列をつくる少年チ○ポ大好き人妻 | NHDTB-241  |          | ナチュラルハイ                    |                                |
| 3月7日   | ザ・マジックミラー 顔出し! 子持ちの美人奥様限定 浮気検証! 大人同士の友達男女が2人っきりの密室で濃厚ディープキスに挑戦! 舌を激しく貪りあうベロキス接吻で熱くトロけてしまったオトナ友達の2人は欲望が理性を上回り家庭を忘れて唾液まみれのベロチュー不倫SEXをしてしまうのか!?                                                                                           | DVDMS-369  |          | DEEP'S                            |                                |
| 3月8日   | 弟の嫁を抱く II | PORN-010   |          | クリスタル映像                    |                                |
| 3月19日  | スペンス乳腺開発クリニック | PPPD-748   |          | OPPAI                             |                                |
| 3月19日  | 溢れ出るフェロモンと愛液 欲求不満どエロ人妻の乾き疼く陰茎に男根潤い注入、快楽淫乱中出しFUCK | BIJN-152   |          | エマニエル/美人魔女               |                                |
| 3月25日  | 猥褻RQ 極上グラマラスボディで迫りくる濃密性交 | NAKA-019   |          | AVS Collector's                   |                                |
| 4月5日   | SEXの逸材。 VOL.38 (秘) 性癖を曝け出す美少女を激撮 見た目からは想像のできないスケベな欲望がカメラの前で弾け飛ぶ! | AMA-038    |          | amateur                           |                                |
| 4月7日   | 向かい部屋に住むねっとり痴女責め文系お姉さん | BF-573     |          | BeFree                            |                                |
| 4月10日  | リアル巨乳妻口説き! イかせまくられた生中出し生録 Film 11 | EQ-449     |          | ブリット                          |                                |
| 4月11日  | 完全M男化 水泳生活 〜ドSなIcup極上BODY〜 | MANE-035   |          | AKNR / maneater                   |                                |
| 4月12日  | 街角シロウトナンパ! vol.46 女子大生をガチ口説き。 4 | MGT-071    |          | プレステージ / MEGATRA            | 「りん」名義                   |
| 4月12日  | 童貞息子の将来を気にした巨乳の母が優しく性教育! 愛撫だけで連続射精する敏感チ○ポを強化するため妊娠覚悟の生挿入! 優しいスローピストンでチ○ポの形を噛み締めながら連続絶頂!親子にも関わらず早漏改善するまで何度も中出し! | VRTM-420   |          | V&R PRODUCE                       |                                |
| 4月13日  | 本番なしのマットヘルスに行って出てきたのは隣家の高慢な美人妻。弱みを握った僕は本番も中出しも強要! 店外でも言いなりの性奴隷にした | MEYD-490   |          | 溜池ゴロー                        |                                |
| 4月13日  | 中出し人妻不倫旅行 | MCSR-337   |          | ビッグモーカル / マスカット       |                                |
| 4月14日  | レースクイーンラバーズ | DPMI-037   |          | ミル                              |                                |
| 4月19日  | おっパブで働いているのが地元の同窓生にバレてしまいました | PPPD-754   |          | OPPAI                             |                                |
| 4月19日  | 新婚旅行の思い出にと持っていったビデオカメラには妻のとんでもない姿が映ってました。 土木作業員のたくましいチ○ポでイカされ中出しされまくった僕の妻 凛音とうか 前田あこ | MVSD-383   |          | エムズビデオグループ              |                                |
| 4月25日  | もしかしてあれ先生じゃね?? 着衣越ししか見たことなかった先生とまさかのおっパブで再会! 来店からIカップおっぱい丸出し&こっそり本番中出しもOK!その後、お持ち帰りしてドエロい純愛中出しSEX!! | HND-659    |          | 本中                              |                                |
| 4月27日  | 麗しのキャンペーンガール AGAIN 16 | HMGL-175   |          | HMJM                              |                                |
| 5月1日   | 常におっぱい密着回春マッサージ | MIAA-061   |          | MOODYZ                            |                                |
| 5月1日   | 凛音とうかの爆乳劇場 Icup!98cm | MARA-045   |          | プラネットプラス / マラカス       |                                |
| 5月7日   | 張り込み7日目の汗だく捜査官 〜ダメよ、任務中なのにワタシったら… 真夏編〜 | PRED-149   |          | PREMIUM                           |                                |
| 5月7日   | 彼女の色白巨乳母に3日間ずっと生ハメしまくって何度も中出しした (実話) | DVDMS-396  |          | DEEP'S                            |                                |
| 5月13日  | 「もう射精してるってばぁ」 メンズエステ連続射精・追撃男潮!! 汁搾り出し絶頂コース | MIAA-075   |          | MOODYZ                            |                                |
| 5月13日  | 未だに現役で母さんを抱きまくる僕の絶倫オヤジに嫁が欲情して危険日狙って中出し逆夜這い | MEYD-494   |          | 溜池ゴロー                        |                                |
| 5月23日  | 親戚のエロガキ2人を預かった夜に川の字で両乳首を責められ発情3Pしてしまう叔母 3 | NHDTB-271  |          | ナチュラルハイ                    |                                |
| 5月23日  | 新任女教師 凛音とうか マシンバイブ調教×催淫三角木馬×危険日中出し15連発 そのすべてで潮!潮!潮! 35 | SVDVD-731  |          | サディスティックヴィレッジ        |                                |
| 5月24日  | オイルボイン 極上くびれボディぬるぬるエッチ | EKDV-580   |          | クリスタル映像                    |                                |
| 5月25日  | Iカップ巨乳エステティシャンのノーブラ誘惑射精マッサージ | CJOD-185   |          | 痴女ヘブン                        |                                |
| 5月25日  | 一つ屋根の下で愛する夫に一ヶ月の禁欲中に全力誘惑! 限界まで我慢させ続けた後の性欲剥き出し孕ませ巨乳妻 | HND-671    |          | 本中                              |                                |
| 6月1日   | むっちり尻Icup爆乳ヤリたい放題 時を止められて中出しされたタイトスカート女教師 時間停止 | MIAA-081   |          | MOODYZ                            |                                |
| 6月1日   | ヤレる人妻回春マッサージ 24 中出し交渉盗撮 | CLUB-560   |          | 変態紳士倶楽部                    |                                |
| 6月1日   | ヒップ100cm以上のデカ尻妻限定 出産後の巨尻ママばかりを狙う悪徳骨盤矯正マッサージ | CLUB-562   |          | 変態紳士倶楽部                    |                                |
| 6月5日   | 完全主観 ディルド足コキ罵倒 2 | NFDM-546   |          | フリーダム                        |                                |
| 6月6日   | 桃尻未亡人 親族棒の虜になり人生最大の追撃昇天 | HBAD-481   |          | ヒビノ                            |                                |
| 6月6日   | 「あなたの奥さんナンパしても良いですか?」 〜愛する妻が寝取りのプロに狙われる72時間〜 | SDAM-019   |          | SODクリエイト                     |                                |
| 6月7日   | 彼女が四日間合宿で不在の間、彼女のお姉さんと夢中で中出ししまくった | BF-578     |          | BeFree                            |                                |
| 6月7日   | 隣人の情婦になってしまった妻14 揉みしだかれし乳房 | NDRA-055   |          | JET映像                           |                                |
| 6月10日  | ファーストクラス絶品妻ナンパ 連続イカセFUCK 生中出し 8 | HEZ-046    |          | ホットエンターテイメント          |                                |
| 6月13日  | 巨乳全開で猛烈セクハラしてくる誘惑ノーブラ女上司 | MIAA-095   |          | MOODYZ                            |                                |
| 6月13日  | あまりのデカマラに目を奪われて… 巨根で貫かれる中出し黒人温泉 〜夫の隣で痙攣堕ちする爆乳セレブ妻・とうか〜 | JUFD-064   |          | Fitch                             |                                |
| 6月13日  | 地味そうに見えた隣家の文学系人妻がある日部屋を間違えオナニーをしている僕の部屋に入ってきた。 見た目とは裏腹に物凄い肉食でねっちょり僕を犯しまくる。 | MEYD-505   |          | 溜池ゴロー                        |                                |
| 6月14日  | 借金で売られて見知らぬ男に抱かれるのに快感が止まらない若妻たち | XRW-700    |          | REAL                              |                                |
| 6月14日  | 童貞息子を溺愛するデカ乳母が一緒に入浴! 母性溢れるオッパイに興奮した息子を密着泡洗体! 触れ合うだけのはずがご無沙汰マ○コはチ○ポ欲… 近親相姦中出しSEX! 2 | VRTM-434   |          | V&R PRODUCE                       |                                |
| 6月19日  | 寝取らせ社員旅行 女上司の妻が部下達に寝取られるのを見て覚醒した僕は翌日、妻を目の前で部下達に中出しさせた | MRSS-070   |          | エマニエル / ミセスの素顔         |                                |
| 6月19日  | 「あっ! ダメ! 我慢できない… 挿れないって約束… 私、守れないかも…」 ヌルヌルでズボッ! 巨乳過ぎる義母と素股してたら結局生挿入させられ何度も中出し! | HUNTA-614  |          | Hunter                            |                                |
| 6月20日  | マジックミラー号 街で見つけたご無沙汰人妻に童貞のフリした絶倫男が何度イっても無視し、足が宙に浮く串刺しガン突き超激ピストン!! | SDMM-023   |          | SODクリエイト                     |                                |
| 6月21日  | 1ヶ月溜めたオナ禁特濃精子を何度も中出しされ膣堕ち! 混濁精子をたっぷり注ぎ込むと自ら精子を欲しがるほどに淫乱化! | DOCP-155   |          | DOC PREMIUM                       |                                |
| 6月21日  | 【社外秘】 巨乳痴女OLにイカされまくる －残業・休日出勤編－ | DOCP-156   |          | DOC PREMIUM                       |                                |
| 6月25日  | 追撃男潮吹き・追撃強制中出し! 「もう射精してるってばぁ!」 365日、絶倫お姉さんにピストン止めてもらえないボク… | CJOD-192   |          | 痴女ヘブン                        |                                |
| 6月25日  | 今日のあなたAV男優みたいですごい! 倦怠期にセックスレスで悩む夫がそれを打開する為、AV男優の真似をして妻に絡んでみた。 | HND-685    |          | 本中                              |                                |
| 6月25日  | 屈辱パワハラNTRドラマ 美しい部下の妻 | AVSA-091   |          | AVS Collector's                   |                                |
| 6月25日  | 悩殺 癒し痴女 お姉さん | BHG-032    |          | ゲインコーポレーション            |                                |
| 6月28日  | まさか、ココで…潮吹くつもり? | ECB-117    |          | ワープエンタテインメント          |                                |
| 7月1日   | 超優良! 生ハメしまくり熟女おっパブ | VAGU-211   |          | VENUS                             |                                |
| 7月5日   | 全身を隈なくねっとり舐め回される密着ディープキス性交 | HODV-21392 |          | h.m.p                             |                                |
| 7月7日   | バイトを寿退社する先輩の送別会で… 結婚間近の先輩を飲ませて、その気にさせて男たちでヤッちゃう! 婚約者のセックスに不満だったらしく、途中から求めて来る先輩! | OYC-261    |          | お夜食カンパニー                  |                                |
| 7月12日  | 新・侵入者 | GNAX-007   |          | NAGIRA                            |                                |
| 7月13日  | 1秒たりとも気が抜けない! 妹がいなくなった一瞬の隙を狙って妹彼氏をささやき寝取る巨乳痴女お姉さん | MIAA-112   |          | MOODYZ                            |                                |
| 7月19日  | 既婚者限定交流会に参加する美人妻にAV出演ガチ交渉!! 1 | DNW-042    |          | プレステージ / ドキュメントなう。 |                                |
| 7月19日  | どこでもフェラさせられちゃう素人娘たち 3 13人 | KAGP-102   |          | かぐや姫Pt/妄想族                 |                                |
| 7月27日  | 世界弾丸ハメドラー ダイナマイトボディ、南へ | HMNF-058   |          | HMJM                              |                                |
| 8月1日   | 美脚挑発ハイレグMANIAX | MIAA-124   |          | MOODYZ                            |                                |
| 8月1日   | 人妻の浮気心 | SOAV-055   |          | エマニエル / 人妻援護会           |                                |
| 8月2日   | 夫が抱いてくれないから、覚悟を決めて、今日初めて他の男に抱かれます(不倫) | UMD-697    |          | LEO                               | レンタル版は7月31日リリース。  |
| 8月7日   | 社内サークルNTR 会社の有志で集ったサークルのマネージャーを買って出た妻が一泊二日の合宿に同行した時の話です。 | JUY-927    |          | マドンナ                          |                                |
| 8月7日   | 多忙すぎて彼氏にもセフレにも会えず 欲求不満が限界に達した性欲強すぎなケダモノ姉ちゃん。チ○ポを見られたのがきっかけで騎乗位中出しで毎日犯されている弟(ボク)… | PRED-169   |          | PREMIUM                           |                                |
| 8月13日  | 誘惑する隣の専業主婦 美人で巨乳なお隣の奥さんが夜勤帰りの俺に見せる無防備な日常的挑発チラリズム | AVSA-095   |          | AVS Collector'S                   |                                |
| 8月13日  | 嫁の母親に中出ししてしまった | VENU-880   |          | VENUS                             |                                |
| 8月19日  | 爆乳Icup逆3P痴女デリヘル 凛音とうか 真木今日子 | PPPD-784   |          | OPPAI                             |                                |
| 8月19日  | 爆乳Icup 凛音とうか BEST 240分 | PPBD-166   |          | OPPAI                             | 単体ベスト                     |
| 8月23日  | 上司の奥様を孕ませ中出しレ×プ | HZGD-123   |          | 人妻花園劇場                      |                                |
| 8月25日  | 巨乳際立つ刺激的なランジェリーで男だらけの町内会を誘惑 | CJOD-202   |          | 痴女ヘブン                        |                                |
| 8月25日  | すんごい乳首責めで中出しを誘う連続膣搾り痴女お姉さん | HND-717    |          | 本中                              |                                |
| 9月1日   | ボクを育ててくれた12年間の授乳とパイズリ 凛音とうか 倉多まお | MIAA-148   |          | MOODYZ                            |                                |
| 9月1日   | ボディコン女教師痴漢 卑猥な肉体を強調させる服を選んだばかりに田舎のDQNな生徒達に狙われて… | JUFD-092   |          | Fitch                             |                                |
| 9月7日   | 上司の爆乳妻がまさかの元・同級生。 | PRED-182   |          | PREMIUM                           |                                |
| 9月7日   | ノーハンドフェラは奴隷の証! 手を使わずにフェラチオする12人の素人娘 全員撮り下ろしたっぷり3時間 | KAGP-109   |          | 妄想族 / かぐや姫Pt               |                                |
| 9月12日  | 淫語女子アナ 18 チ○ポ、マ○コをカメラ目線で連呼する超真面目なニュース番組 TVの前のユーザー皆様に究極のオナニーを約束します! 今一番揉みたい!美巨乳アナSP 凛音とうか 浅見せな | RCTD-262   |          | ROCKET                            |                                |
| 9月13日  | AV男優になりたい弟のためにお姉ちゃんが射精やSEXの練習台になってあげる | MIAA-150   |          | MOODYZ                            |                                |
| 9月13日  | 突然やってきた営業レディは媚薬を飲むと、黒パンストを擦りつけながら淫らに股間を滴らせ、カニバサミで中出しを求めた!SPECIAL | VRTM-450   |          | V&R PRODUCE                       |                                |
| 9月13日  | とろけてしまうみだらな行為 | SQTE-266   |          | S-Cute                            |                                |
| 9月19日  | 巨乳デリヘル | ONSG-016   |          | ゲインコーポレーション            |                                |
| 9月25日  | V字水着を着せられて… 全裸よりも恥ずかしい、背徳着衣フェティシズム―。 | JUY-984    |          | マドンナ                          |                                |
| 9月25日  | 「お姉ちゃん、中出しSEXの漫画描かせて」 エロ漫画の主人公になってくれた巨乳お姉ちゃん | HND-727    |          | 本中                              |                                |
| 9月26日  | 学校帰りの無洗少年チ○ポが好きすぎて車に連れ込んでフェラ抜きする変態OL | NHDTB-319  |          | ナチュラルハイ                    |                                |
| 10月1日  | 極小BIKINI倶楽部 〜ギャル雑誌で性に目覚めたチョベリグBODYの凛音とうかを揉みぃ〜のイジリぃ〜の濡らしぃ〜の!!〜 | BKN-002    |          | 極小BIKINI倶楽部                  |                                |
| 10月4日  | 密着大好きお姉さんが耳元で淫語を囁きながらず〜っと乳首を責めてきます…。 | DFDM-013   |          | ワープエンタテインメント          |                                |
| 10月4日  | 夫婦交換スワップ温泉旅行 8 旦那同士が計画した夜這いスワッププレイで昇天する変態妻と、別の男にヤラれたい寝取られ性癖が露呈した淫乱妻!! | UMD-704    |          | LEO                               | レンタル版は9月30日リリース。  |
| 10月7日  | 一般男女モニタリングAV 同窓会終わりに突撃交渉! 10数年ぶりに再会した同級生男女はラブホテルで1発10万円の連続射精セックスしてしまうのか!? 5 高校時代から気になっていたクラスのマドンナの巨乳とデカ尻にフル勃起した既婚者チ○ポと恥じらいつつもラブホの非日常感に疼いてしまった人妻マ○コが互いの家庭を忘れた秘密の生セックスは1発限りじゃ収まらない!! 4組合計中出し14発! | DVDMS-452  |          | DEEP'S                            |                                |
| 10月10日 | 義父のオイルマッサージに狂わされ旦那に隠れて快楽を味わう豊満な嫁 | HBAD-502   |          | ヒビノ                            |                                |
| 10月11日 | AV女優 裸コレクション 第十弾 | VRTM-461   |          | V&R PRODUCE                       |                                |
| 10月11日 | 「お父さんよりあなたが好き…」 息子を溺愛する義母が父に隠れて濃厚ベロキスしながら密着中出しSEX! | VRTM-459   |          | V&R PRODUCE                       |                                |
| 10月18日 | 憧れのカノジョ 凛音とうか | CADV-737   |          | クリスタル映像                    |                                |
| 10月25日 | 汗だく性欲まみれ痴女! 脱獄犯に強制中出しで犯されちゃったボク… 3 | CJOD-211   |          | 痴女ヘブン                        |                                |
| 10月25日 | 唾液を絡ませ自ら腰を振る。素顔丸出し一泊旅行。「一生見てても飽きない絶品ボディー貸し切り編」 | DASD-596   |          | ダスッ!                           |                                |
| 10月25日 | 至近距離に彼女がいるのに耳元でコソコソ口説いてくるささやき誘惑中出し | HND-742    |          | 本中                              |                                |
| 11月1日  | 凛音とうかの凄テクを我慢できれば生★中出しSEX! | WANZ-900   |          | ワンズファクトリー                |                                |
| 11月1日  | 仕事帰りの性欲を持て余したお姉さんが奥までビショ濡れイキ狂い | WFR-008    |          | ワープエンタテインメント          |                                |
| 11月7日  | 社長秘書の湿ったパンスト | ATID-376   |          | アタッカーズ                      |                                |
| 11月7日  | 禁断介護 | GVG-957    |          | グローリークエスト                |                                |
| 11月7日  | SEXの体位のリハーサルで、マ○コをラップでガードして素股をさせられ、狙ったのか偶然なのか、結局挿入されてナマ中出し!それでも「そんなの当たり前だから」と言われ泣き寝入りするしかないサディスティックヴィレッジの女AD 3 | SVDVD-758  |          | サディスティックヴィレッジ        |                                |
| 11月8日  | 肉食系巨乳女子サークルpresents 中出し大好き♡ vlog(ブイログ) | SABA-576   |          | S級素人                           |                                |
| 11月8日  | AV女優自画撮りオナニーコレクション 第四弾 | VRTM-467   |          | V&R PRODUCE                       |                                |
| 11月8日  | 絶対に声を出してはいけない状況なのに、カチコチにおっ起ったチ●ポを見せつけられ羞恥心を煽られるが、逆に今までにない性癖が覚醒し、声を殺してイキ狂うドエロ妻っ!! 8 | UMD-709    |          | LEO                               | レンタル版は10月31日リリース。 |
| 11月13日 | 凛音とうかBEST8時間15本番 | MIZD-161   |          | MOODYZ                            | 単体ベスト                     |
| 11月22日 | ピストン攻撃が全身攻撃で2回絶頂のお母さんは好きですか? | CSCT-001   |          | TMA                               |                                |
| 11月25日 | 巨乳副担任に誘われて2人きりで行った相部屋旅館 誰も来ない貸切り部屋で一泊二日めちゃくちゃにハメまくった中出し温泉旅行 | HND-761    |          | 本中                              |                                |
| 11月25日 | 嫁のお義姉さんが僕を大胆に誘惑寝取り | HOMA-076   |          | h.m.p DORAMA                      |                                |
| 12月6日  | たまらんBODY騎乗位 & べろキス中毒 II | NITR-480   |          | クリスタル映像                    |                                |
| 12月7日  | 夫の目の前で犯されて ―恥辱のドキュメントフィルム― | ADN-232    |          | アタッカーズ                      |                                |
| 12月13日 | 巨乳人妻媚薬拘束 潮吹きイカセ | XRW-795    |          | REAL                              |                                |
| 12月13日 | 爆乳女子特有の肩こりの悩みを解決する!? マッサージ店のおっぱいもみほぐし治療!! VOL.06 | UMSO-287   |          | UMANAMI                           |                                |
| 12月19日 | 【爆乳ド痴女】僕のチ○ポを一晩中フルボッキにさせてくれるデカパイ痴女とキンタマカラッポになるまで痴女られました。 | TIKP-040   |          | チキチキカマー/妄想族             |                                |
| 12月25日 | 縄酔い人妻 一晩だけの過ち……いつしか緊縛の虜 | OIGS-031   |          | AVS Collector's                   |                                |
| 12月25日 | 夫婦人質事件 朝昼晩とマ○コが擦り切れるまで犯され続けた妻 | NSPS-861   |          | ながえSTYLE                       |                                |
| 12月25日 | 元彼を忘れられないの。家出妻の不倫情事 | DASD-612   |          | ダスッ!                           |                                |
| 12月26日 | 催眠光線で支配された上流家族 史上最悪のクリスマスパーティー 美谷朱里 凛音とうか 皆月ひかる | SDDE-606   |          | SODクリエイト                     |                                |
| 12月26日 | 妄想アイテム究極進化シリーズ 真・時間が止まる腕時計 パート15 通勤電車でSEXマネキンチャレンジ編 凛音とうか 涼城りおな 城山若菜 夏原唯 | RCTD-292   |          | ROCKET                            |                                |
| 12月26日 | 巨乳デリヘル 凛音とうか ヴァレンタリッチ | ONSG-020   |          | ゲインコーポレーション            |                                |

| 発売日   | タイトル | 規格品番   | 規格品番 | メーカー                 | 備考                                 |
| 発売日   | タイトル | DVD        | BD       | メーカー                 | 備考                                 |
| -------- | --- | ---------- | -------- | ------------------------ | ------------------------------------ |
| 1月1日   | 憧れの女上司と2人きり… 4 | UMD-717    |          | LEO                      | レンタル版は2019年12月27日リリース。 |
| 1月7日   | あなた、許して…。 義弟の肉欲 6 | ADN-235    |          | アタッカーズ             |                                      |
| 1月7日   | うちの課長は性処理係! 女課長とうかIカップ 〜こちら人事部 福利性交課 性処理係〜 | KTB-030    |          | 下半身タイガース/妄想族  |                                      |
| 1月7日   | 一般男女モニタリングAV マジックミラーの向こうには自慢の妻! 旦那の寝取られ願望実現企画! 記念日の『メモリアルヌード』撮影中の素人奥様に共演男性モデルがフル勃起デカチ○ポ見せつけ! 4 旦那よりもはるかに大きいチ○ポを目の前に恥じらいながらも思わず愛液を垂らしてしまった清楚妻が“30cm横で夫に見られている”とは知らずに寝取られ中出しSEX! デカチン激ピストンで子宮の奥を突き上げられのけぞりイキが止まらない! 激イキ合計66回 | DVDMS-486  |          | DEEP'S                   | 「めぐみ」名義                       |
| 1月7日   | 『胸が当たっているよ…』 超巨乳過ぎる義母と狭いお風呂で二人きりでボクは超勃起!! 突然出来た義母は若くて綺麗で超美巨乳!! しかも無防備 & 無警戒だから胸の谷間が見えまくり!時にはパンチラだって!! そんな毎日見ていたら勃起しまくりで、ヤバイと思い距離を取っていたら、ボクともっと仲良くなりたいと一緒にお風呂に入って背中を流してくれるって言うんです! 当然、そんなの無理です!! 服を着ていても勃起しちゃうのに!!裸って!! でも強引にお風呂に入ってきた義母…。 そして強引にボクの体を洗うのですが、義母の大きな胸がボクに当たりまくりでボクはフル勃起!! それに気づいた義母は気持ち悪がるどころか大興奮! 2年以上父親とはセックスレスらしく久しぶりに見た勃起チ○ポにたまらず発情!! スパイダー騎乗位で抜かずの3連続中出しでも腰の動きは止まらず最低4回はイカされちゃいました!! それでも興奮がおさまらない義母はボクの上に跨って腰を振りまくって勝手に何度も何度もイキまくり! | HUNTA-707  |          | Hunter                   |                                      |
| 1月16日  | 読書中の無防備な爆乳お姉さんのおっぱいで遊んでたらSEXさせてくれた | OVG-122    |          | グローリークエスト       |                                      |
| 1月17日  | M男たちのシェアハウスに凛音とうか | XRW-809    |          | REAL                     |                                      |
| 1月23日  | 寝取らせ願望のある旦那に従い出演させられた本物シロウト人妻 case14 看護師・川瀬知子(仮名) 32歳 愛知県名古屋市在住 輪姦中出し了承 主人のためにネトラレます | SDMT-016   |          | SODクリエイト            | 「川瀬知子」名義                     |
| 1月25日  | 男子生徒を虜にする新任女教師誘惑筆下ろし性指導 | JUL-116    |          | マドンナ                 |                                      |
| 1月25日  | 「早く、孕みたいなぁ…」 ある日女性の心の声が聞こえる能力を手に入れた僕は、担任女教師の孕みたい妄想を叶えてあげることにした!! | HND-786    |          | 本中                     |                                      |
| 1月25日  | 凛音とうか 全部中出し8時間BEST 18本番 54発射 | HNDB-154   |          | 本中                     | 単体ベスト                           |
| 1月31日  | 秘書in…（脅迫スイートルーム） | VDD-157    |          | ドリームチケット         |                                      |
| 2月7日   | 定年退職してヒマになったドスケベ義父の嫁いぢり | VENU-910   |          | VENUS                    |                                      |
| 2月7日   | 引きこもりのボクが義母を狂ったように犯しているのを記録している父 | OYC-305    |          | お夜食カンパニー         |                                      |
| 2月13日  | とうか女王様のM男調教 | AVSA-121   |          | AVS Collector's          |                                      |
| 2月14日  | 杭打ちピストン騎乗位 絶頂を繰り返すPtoMセックス | MDBK-084   |          | BAZOOKA                  |                                      |
| 2月16日  | 魅惑誘惑 ナイスバディのスタイリストがヤラせてくれる猥褻美容室 | MXGS-1132  |          | MAXING                   |                                      |
| 2月19日  | 「おち○ちんの皮を剥いてちゃんと洗わなきゃダメだよ!」 ボクの事をいつまでも子供扱いする年の離れた姉がボクの包茎チ○ポの皮を剥いてちゃんとキレイに洗おうとする!! ボクには年の離れたとても美人の姉がいるんですが、とても世話焼きで○校生になったボクの事を今でも子供のように扱い、勉強はもちろんの事プライベートな事にまで口出ししてくる。 挙げ句の果てにはボクが入浴中にいきなりお風呂に入ってきて、体を洗ってきた!体を洗っているとボクの包茎チ○ポに気づき「ちゃんと洗わなきゃダメだよ! 女の子にモテないよ!」と皮を剥いてキレイに優しく念入りに洗おうとするんです!! ただでさえ美人なのに、そんな風に触られたらボクのチ○ポもみるみるうちに硬くなって大人の勃起チ○ポに! それを見た姉は最初びっくりしていましたが、やがて興奮しながら手を動かしていると、ボクはあまりの良さに姉の顔に発射してしまいました! これはやばいと思いきや、ボクの成長したチ○ポと出された精子に興奮した姉は「ねえ…もっとオトナな事しよっか…」と普段見たことない超エロい表情でボクを求めてきた!! 当然、我慢など出来ないボクもお姉ちゃんに何回も求めてしまいました!! | HUNTA-725  |          | Hunter                   |                                      |
| 2月25日  | 催淫洗脳されたガテン系巨乳は嫌がりながらも淫乱ビッチになっていた。凛音とうか 鈴木さとみ | DASD-637   |          | ダスッ!                  |                                      |
| 2月29日  | 『私が数え終わるまで出したらダメだからね♡ 』何度も寸止めさせ、男がイクのをコントロールする 極上痴女のカウントダウン射精 | EKW-057    |          | ワープエンタテインメント |                                      |
| 2月29日  | 凛音とうか スーパーベスト5時間 | HMJM-049   |          | HMJM                     | 単体ベスト                           |
| 3月7日   | 「童貞が恥ずかしいなら先生が筆下ろししてあげる」 超心優しい担任教師と童卒中出しセックス 2 学校で童貞がバレた僕はショックで不登校に… すると心配した先生が家にやってきて「初めての女性になってもいいわよ」「上手じゃなくても大丈夫!」「私のこと練習台だと思って頑張ろう」 何度も失敗しちゃったけど最高の童貞喪失ができました!! | VOSS-184   |          | VENUS                    |                                      |
| 3月7日   | 「私をメチャメチャにして!!」 2年ぶりの勃起チ○ポに淫乱覚醒!! 上のお口と下のお口、同時高速ピストンで直角足ピン連続イキ!! 義理の息子が目の前にいるにも関わらず我慢出来ずに息子の友達チ○ポを喰らう!! これでもまだ義母でいられますか…?? ボクに、突然出来た義母は若いしスタイル良いし何より格好がエロい!! 常日頃から無防備というかエロい格好をしているから毎日勃起!! 「いつかは義母とエッチしたい…」と思うようになってしまいました…。 友達が遊びに来た時も変わらずエロい雰囲気を出している。 当然、そんなことされたらボクも友達もフル勃起!! ボクにはいつもの事なのでうまく隠していたら友達は隠し切れずに義母にバレてしまい興奮しだす義母!! と思ったらボクがいるにも関わらず友達の勃起チ○ポを触りだす! そして完全にスイッチが入った義母は『1本じゃ足りない!! 2本でメチャメチャにして!』と言ってボクのチ○ポも求めてきた!!! そしてまさかの3Pへ!! 義母に言われるがまま好き勝手やって喉奥&マ○コ同時ハードピストンしたら足ピン直角連続イキしながら『中に出して!』ってお願いするから両方のお口に同時中出ししてやりました!!                     | HUNTA-738  |          | Hunter                   |                                      |
| 3月12日  | 「制服・下着・全裸」でおもてなし またがりオマ○コ航空 12 中出し便 深田えいみ 凛音とうか 倉木しおり 東条蒼 | SDDE-613   |          | SODクリエイト            |                                      |
| 3月13日  | ねとらせ 2 | NSPS-880   |          | ながえSTYLE              |                                      |
| 3月19日  | 人妻宅に訪れた家事代行業者の青年が目の前のむっちり尻に興奮し思わず尻コキ! デカ尻にフル勃起若チ○ポを擦りつけられマン汁が垂れるほどグチョグチョになった人妻オマ○コにそのままヌルッと生挿入!! 旦那では味わえないデカチンで激イキしたご無沙汰妻に連続中出し! 2 | DVDMS-517  |          | DEEP'S                   | 「みさき」名義                       |
| 3月25日  | 妖艶な神乳Icup美女の淫魔に精子が空になるまで毎晩吸い尽くされる | HOMA-084   |          | h.m.p DORAMA             |                                      |
| 4月1日   | 筋トレおばさんの鍛え上げられた肉厚尻に見惚れていたらヒップアップ杭打ち騎乗位で精子が枯れるまで何度もシゴかれた 中出し8回 | LULU-014   |          | LUNATICS                 |                                      |
| 4月7日   | 年末の宝クジにまさかの当選。 ド淫乱巨乳痴女2人を自宅に呼んで一日中こってり生中出し性交 〜初日編〜 晶エリー 凛音とうか | PRED-231   |          | PREMIUM                  |                                      |
| 4月9日   | 罵倒でオナニーサポート 馬鹿にされるだけでチ○コしごけるなんてどんだけ変態なんだよ!! | MANE-046   |          | AKNR                     |                                      |
| 4月10日  | 緊縛調教 | REAL-726   |          | REAL                     |                                      |
| 4月13日  | 熟女連れ込み!他人棒と遊ぶ人妻 盗撮ドキュメントのすべて 13 〜W高身長神乳熟女に中出し編〜 | FFFS-016   |          | 熟女卍                   | 「梓」名義                           |
| 4月19日  | 「もしかしてそのデッカイおっぱいで誘ってますか!?」 無防備過ぎる巨乳女子に我慢できず我を忘れておっぱいを揉みしだくと… 体が痙攣するほど感じまくりの超敏感体質!? 逆にチ○ポを求められ何度も中出しをねだってくる想定外の神展開に!! | HUNTA-760  |          | Hunter                   |                                      |
| 4月23日  | おとなの宴会 チ○コびんびん ドスケベ巨乳コンパニオン むしゃぶりつきたくなる巨乳…エロいオーラむんむんのピンクコンパニオンの極上接待は王様ゲームに混浴にハメまで有りなの〜!! | RCTD-327   |          | ROCKET                   |                                      |
| 4月23日  | 満員電車で親戚のエロガキに両乳首を責められ発情お漏らししてしまう叔母 | NHDTB-392  |          | ナチュラルハイ           |                                      |
| 4月25日  | 筋肉バリキレ隣妻の密着誘惑にフル勃起 杭打ち騎乗位でイカされまくったボク | CJOD-239   |          | 痴女ヘブン               |                                      |
| 4月25日  | 長身×爆乳×でか尻 どすけべ妻ナンパ アナコンダ妻は巨根好きの超ヤリマン! | KATU-070   |          | かつお物産/妄想族        |                                      |
| 5月1日   | 官能的な肉体美 凛音とうか 8時間BEST | JFB-212    |          | Fitch                    | 単体ベスト                           |
| 5月7日   | 「もっと私に甘えてもいいんだからね…!」 素直になれないボクを布団の中で慰めてくれた巨乳義母がそっとボクの勃起チ○ポを挿れようとしてきて…!? 父が再婚して美人で優しい巨乳義母ができたけど、急には打ち解けられず素直になれません…。 部屋に閉じこもって寝込んでいると義母は優しく接してくれるんですが、胸の谷間が気になって勃起しまくり! 当然バレてしまい気まず過ぎる!と思っていたら隠れるように布団にくるまり「もっと甘えて」と言って自らチ○ポを挿入して密着ピストン!! そのまま中出ししてしまうと、その気になった義母はボクに激しいピストンを要求! 何度もイキまくるのでボクも中出しが止められず…!? | HUNTA-768  |          | Hunter                   |                                      |
| 5月8日   | 危険日直撃!! 子作りできるソープランド 20 | MIST-299   |          | Mr.michiru               |                                      |
| 5月13日  | S級熟女コンプリートファイル 凛音とうか6時間 | VEQ-172    |          | VENUS                    | 単体ベスト                           |
| 5月25日  | 女子大生限定 飲み会後、部屋にお持ち帰り盗撮 そして黙ってAVへ no.37 お色気お姉さんJDに中出し編 | AKID-073   |          | お持ち帰り               | 「久未」名義                         |
| 5月29日  | M男クンのアパートの鍵、貸します。 | ECB-135    |          | ワープエンタテインメント |                                      |
| 6月1日   | 言いなり部屋 06 | MMND-185   |          | 未満                     |                                      |
| 6月7日   | このたびウチの妻(30)がパート先のバイト君(20)にねとられました…→くやしいのでそのままAV発売お願いします。 | NKKD-169   |          | JET映像                  |                                      |
| 6月19日  | 一般男女モニタリングAV 人間観察ドキュメント 長年ご無沙汰の人妻は息子の家庭教師に迫られたらセックスを受け入れてしまうのか!? 巨乳の奥様が精力溢れる若いチ○ポに自宅で口説かれ寝取られ中出しセックス! 旦那と息子に内緒の過ちは一度だけでは終わらない― | DVDMS-554  |          | DEEP'S                   |                                      |
| 6月19日  | 『私みたいなおばさんのお尻触ってどうするの?』 『そんなに触ったら私…、本気になっちゃうよ?』 父の再婚でできた義理の母は、まだまだ若くて美人で女盛り!なのに2年もセックスレスで超欲求不満!? いつも突き出している大きなお尻に我慢できず寝ている義母のお尻を激しく揉みしだくと、目を覚ました義母が『私みたいなおばさんのお尻触ってどうするの?それ以上触ったら私どうなっちゃうかわからないわよ…』そんなこと言われたらボクは理性崩壊!! 思わず義母のパンツをズリ下ろし、バックからいきなり生挿入!! 初めは嫌がっていた義母も何度も後ろから突きまくって中出しすると、欲求不満爆発!! 今度は自分から求めてきて、何度も何度も中出しさせてくれました!! | GDHH-200   |          | ゴールデンタイム         |                                      |
| 6月25日  | ふたなりですが何か? B98W58H90顔も体も100点のタカビー最強美女に雷が落ちて超チ○ポが生えた!? | RCTD-341   |          | ROCKET                   |                                      |
| 7月1日   | 卑猥語女 | MMYM-038   |          | MARRION/夢野             |                                      |
| 7月3日   | オ・ン・ナ♀ざかり | WKD-030    |          | ワープエンタテインメント |                                      |
| 7月10日  | 肉感なカラダの巨乳女性上司との宿泊出張。 密室ホテルで部下のボクを相手に繰り返すオンナ主導のセックスが一晩中終わらない。 凛音とうか 永井マリア | MKMP-345   |          | Million                  |                                      |
| 7月10日  | 親戚のおばさんに筆おろしされた僕。 リターンズ 10 | UMD-739    |          | LEO                      | レンタル版は6月30日リリース。        |
| 7月10日  | 巨乳奥様が初めてのパイズリ48手に挑戦! 柔らかおっぱいで童貞チ○ポを∞ホールド! 常におっぱいを密着させ筆おろしセックス! | SKMJ-111   |          | 赤面女子                 |                                      |
| 7月13日  | 夫婦で挑戦! 凛音とうかの凄テクで夫が2回イカされたら妻が寝取られナマ中出しSEX! | HJMO-436   |          | はじめ企画               |                                      |
| 7月19日  | お姉さんの巨尻が猥褻過ぎて秒殺で悩殺!! | MMKZ-081   |          | MARRION / IRIS           |                                      |
| 7月23日  | ママシ●タ実話 | GVH-094    |          | グローリークエスト       |                                      |
| 7月24日  | 騎神戦隊レジェンミラー 凛音とうか 渚みつき 桐山結羽 | GHLS-70    |          | GIGA                     |                                      |
| 7月25日  | 女体拷問研究所III JUDAS FINAL STAGE Story-3 The Revive ―慟哭する無敗の女神― | DBER-074   |          | BabyEntertainment        |                                      |
| 8月7日   | 凛音とうか ベスト | HODV-21503 |          | h.m.p                    | 単体ベスト                           |
| 8月13日  | 残虐昇天三角木馬 〜悪魔の重力にイキ殺される炎上女体〜 完全撮りおろし! 8名の凄絶悲劇 | DBER-076   |          | BabyEntertainment        |                                      |
| 9月3日   | 肉弾団地妻 マンネリ夫婦たちが行うスワッピングセックス互助会 凛音とうか 横山夏希 優梨まいな | GVH-117    |          | グローリークエスト       |                                      |
| 9月7日   | 「もっと見て…」 視姦願望を自制できない露出狂女教師 | SORA-267   |          | 山と空/妄想族            |                                      |
| 9月11日  | キャビンアテンダントのはじめて見る無防備なパンスト姿に大興奮! 憧れの美脚ラインがエロすぎて着陸許可なく熱いのいっぱいブッカケちゃった!! 4 | ZMEN-063   |          | Z-MEN                    |                                      |
| 9月11日  | スパンデクサー・ネオ ゼロ ～スパンデクサーと肉体の烙淫～ | GHLS-86    |          | GIGA                     |                                      |
| 9月20日  | オンナ泥棒を捕獲してSEX用員に更正させた件… | KIR-017    |          | STAR PARADISE / KIRei    |                                      |
| 10月9日  | 湯けむりに誘われた一泊二日の夫婦交換NTRパコパコ温泉旅行 2 | UMD-751    |          | LEO                      |                                      |
| 10月13日 | AVの嘘と真実 セクシー女優 凛音とうか 活動休止 | EBOD-774   |          | E-BODY                   |                                      |
| 10月15日 | 突撃訪問SEX! ビビッと即ハメで午前中にスッキリ! 朝しか自由のない専業主婦の家を訪ねて中出ししたら即退散! 3 | OVG-155    |          | グローリークエスト       |                                      |
| 10月20日 | なんと憧れの美人OLとホテルで相部屋に 2 | DOKI-007   |          | STAR PARADISE            |                                      |
| 11月7日  | 糞上司自慢の妻を下克上レ●プ! 晒し者輪姦でドM崩壊 | SORA-278   |          | 山と空/妄想族            |                                      |
| 11月13日 | マ○コ顔の嫁 2 | NSPS-942   |          | ながえSTYLE              |                                      |
| 11月13日 | レースクイーンラバーズ アメイジング | KDMI-029   |          | ミル                     |                                      |
| 11月25日 | 自粛期間中に僕の自宅から外に一歩も出ずに… 巨乳女上司にじっとりねっちょり痴女られて何度も何度も中出しSEXしまくった。 | HND-918    |          | 本中                     |                                      |
| 12月4日  | 東京痴漢女 | EKW-064    |          | ワープエンタテインメント |                                      |
| 12月20日 | 短パン太ももエロなお姉ちゃんのオナニーを目撃したら | DOKI-009   |          | STAR PARADISE            |                                      |

| 発売日   | タイトル                                                                       | 規格品番   | 規格品番 | メーカー                 | 備考       |
| 発売日   | タイトル                                                                       | DVD        | BD       | メーカー                 | 備考       |
| -------- | ------------------------------------------------------------------------------ | ---------- | -------- | ------------------------ | ---------- |
| 2月5日   | 神熱AV女優を1日貸切ひたすら本能の中出し交尾。 ACT.04                           | PXH-020    |          | プレステージ             |            |
| 4月30日  | 挑発面接室                                                                     | WKD-041    |          | ワープエンタテインメント |            |
| 7月1日   | 絶対的上から目線で巨乳痴女が淫語コントロール 射精を支配される究極主観JOI       | JUFE-304   |          | Fitch                    |            |
| 7月2日   | 出張先で女上司とまさかのホテル相部屋 新婚の僕が一晩中ずっと性奴隷にされた逆NTR | HODV-21586 |          | h.m.p                    |            |
| 7月15日  | 姑の卑猥過ぎる巨乳を狙う娘婿                                                   | GVH-266    |          | グローリークエスト       |            |
| 8月1日   | 拘束スイートルーム 男を犯して狂わせる美麗なW痴女 凛音とうか 里美ゆりあ         | JUFE-315   |          | Fitch                    |            |
| 8月6日   | たった7時間2人っきりにしてみたら… 結果、10発セックスしてました。               | PED-011    |          | ドリームチケット         |            |
| 8月19日  | いじわるご奉仕 癒しの巨尻ソープ嬢                                              | MMKS-015   |          | MARRION                  |            |
| 9月1日   | 隣の不貞奥さん                                                                 | NACR-456   |          | プラネットプラス/七狗留  |            |
| 10月7日  | 心底嫌いな色ボケじじい社長に粘着セクハラされ続ける美人秘書                     | GVH-298    |          | グローリークエスト       |            |
| 10月19日 | 息子の嫁の誘惑                                                                 | KSBJ-162   |          | KSB企画 / エマニエル     |            |
| 11月1日  | まるっと! 凛音とうか                                                           | ZMAR-052   |          | プラネットプラス         | 単体ベスト |
| 11月25日 | 妖艶な弟の嫁に禁断の中出し夜這い                                               | HABD-602   |          | ヒビノ                   |            |
| 12月3日  | 痴女る女と犯ラレル男とそれを傍観する俺ら                                       | EKW-075    |          | ワープエンタテインメント |            |
| 12月23日 | ボンキュッボン! アスリートボディ                                               | RCTD-441   |          | ROCKET                   |            |

| 発売日  | タイトル                                                                                        | 規格品番 | 規格品番  | メーカー                 | 備考 |
| 発売日  | タイトル                                                                                        | DVD      | BD        | メーカー                 | 備考 |
| ------- | ----------------------------------------------------------------------------------------------- | -------- | --------- | ------------------------ | ---- |
| 1月7日  | 性欲おばけのおばさん達にキ●タマが空っぽになるまでヌキまくられた僕。                             | UMD-811  |           | LEO                      |      |
| 3月15日 | 引退 凛音とうか THE FINAL 4年間の感謝を込めて… 最初で最後の解禁づくしイクイク3本番 180分special | PRED-380 | 9PRED-380 | PREMIUM                  |      |
| 4月1日  | 巨尻×痴女×交尾 凛音とうか                                                                       | WKD-052  |           | ワープエンタテインメント |      |

| 発売日  | タイトル                               | 規格品番 | 規格品番 | メーカー    | 備考       |
| 発売日  | タイトル                               | DVD      | BD       | メーカー    | 備考       |
| ------- | -------------------------------------- | -------- | -------- | ----------- | ---------- |
| 6月13日 | 美しすぎる肉体を持つ 凛音とうか ベスト | NSFS-193 |          | ながえSTYLE | 単体ベスト |

### VR
| 発売日   | タイトル | 品番                 | メーカー                 | 備考   |
| 2019年   | 2019年 | 2019年               | 2019年                   | 2019年 |
| -------- | --- | -------------------- | ------------------------ | ------ |
| 1月26日  | 奇跡のIカップ 本物人妻とリアル不倫体験ができる風俗店に潜入! 超グラマラス巨乳にどエロい雰囲気!男の不倫欲を叶える夢の空間! | KMVR-00540           | KMPVR                    |        |
| 1月31日  | 会社の飲み会で、終電を逃してしまった僕は急遽上司の家に泊まることに…部屋着に着替えた上司のあまりに「無防備」な「エロすぎる姿」に思わず勃起してしまった僕に、酒に酔ったのかまさかのそのまま… | BIKMVR-00043         | KMPVR-bibi-              |        |
| 2月15日  | 2タイトル収録! 「そこのスリムボインさん!童貞くんの射精のお手伝いをしてくれませんか?」 自慢の美巨乳でパイズリ射精してもらうつもりが優し過ぎて童貞喪失筆おろしセックスまでさせてくれました。 | NJVR-00017           | ナンパJAPAN              |        |
| 2月26日  | 「もしかしてボクに気があるんでしょう?」 突然出来た義理のお姉ちゃんは超優しくて頭が良くて超巨乳!! 本人は隠しているつもりみたいだけどバレバレでちょっとボクに気があるみたい…。義姉が女友達と酔っ払って帰宅しボクの部屋に二人して乱入してきてボクの部屋で飲みなおす事に!!しかもこの女友達がとんでもないドスケベで露骨に誘惑してくるから今までボクに対して抑えていた義姉の想いが爆発!女友達が酔っ払って横に寝ているというのにもかかわらずコッソリ侵入!!やっとボクとエッチが出来た義姉は声を押し殺しながらも大量に汗をかくほどの高速ピストンで連続爆イキ!しかもボクが激しく突けばエビ反りながら連続爆イキ!ついにはテンション上がって中出し強要!エッチが終わって一息ついていたらスケベな女友達は起きていたみたいでまさかの3Pへ! | OYCVR-00026          | お夜食カンパニー         |        |
| 3月1日   | 目の前に広がるプッニプニモリマン | RVR-00007            | ROOKIE                   |        |
| 3月8日   | ランジェリー&パンストが目の前に広がるVR | RVR-00008            | ROOKIE                   |        |
| 3月15日  | 後ろからムギュッ!!って服従させて、最後は谷間にパイズリ挟射 ver.VR | WPVR-00161           | ワープエンタテインメント |        |
| 4月11日  | 目の前でお尻をガッツリ開いて丸見えアナルをフリフリしてくれるVR | RVR-00009            | Rookie                   |        |
| 4月26日  | 目の前で女の子がバイブをマ○コにズポズポ入れてイッちゃうVR | RVR-00010            | Rookie                   |        |
| 5月23日  | シンプルにヌケるが一番! 美痴女のオナサポで即シコVR。 挑発痴女編 | MIVR-00048           | MILU VR                  |        |
| 6月14日  | M男クンのアパートの鍵、貸します。 | WPVR-00177           | ワープエンタテインメント |        |
| 7月17日  | MOODYZハイクオリティハーレムVR ミニスカ絶対領域痴女られまくりSPECIAL 抜群のスタイルと痴女スキル。 | MDVR-00053           | MOODYZ                   |        |
| 7月26日  | 発射無制限!?ソープランドに行ったら信じられないくらいテクニシャンに遭遇!密着具合半端なくてマジ興奮!!当然中出しSEXするしかないでしょ!? | DBVR-00018           | 4K VR                    |        |
| 7月31日  | エロ過ぎる女医がいると噂の泌尿器科に潜入! エロカワイイ女医さんを脅して本番要求! 中出しまでさせてもらった!! | MAXVR-00033          | MAX-A                    |        |
| 8月12日  | 緊縛グラマラス! 責め師になってイカセ放題VR 君もイカセ師になれる! 視点移動でイキ顔も痙攣ボディもドアップで楽しめる高画質VR! | WAVR-00061           | ワンズファクトリー       |        |
| 10月9日  | Jカップ×Iカップ包囲網!! 前後プレス! 左右プレス! ド迫力おっぱいサンドVR 義理のお姉ちゃんの4つのおっぱいに心もカラダも埋もれ続ける爆乳はさみうちVR | MDVR-00063           | MOODYZ                   |        |
| 11月2日  | 一日体験入学!これが噂の尻見放題のフィットネスクラブ! | DOVR-00031           | 4KVR                     |        |
| 11月5日  | 神展開!混浴OK岩盤浴体験3DVR! カップルが僕を挟んで岩盤浴デート!汗だくの密着浴衣は乳首ビンビン!チラチラ見てると巨乳を見せつけ誘惑してきたので彼氏の横でNTR中出しセックス!身も心もデトックス出来ました。 | SEPVR-00006          | KMPVR-bibi-              |        |
| 11月21日 | 痴女られたくてさっきから、うずうずしてるんでしょ? | KMVR-00726           | KMPVR                    |        |
| 11月29日 | 媚薬を持ち込んだアナタをミニスカ空港検疫官4人がボディチェック! ペロリと舐めて確かめた媚薬で美女達がキマッてエロぉ〜く豹変!個性満点の集団痴女に何度も中出し射精をさせられ | PRVR-00005           | PREMIUM                  |        |
| 12月13日 | ブラック企業に勤めてて限界を感じた僕は会社を無断欠勤して温泉一人旅へ。そこで偶然出逢ったテンション高めな奥様達との超ハーレムセックスVR | JUVR-00033           | マドンナ                 |        |
| 12月19日 | ヌキ無し健全エステ店に潜入! Iカップ美人エステティシャンのパンチラ・胸チラを眺めながらのオイルマッサージで思わずフル勃起!! パンツからはみ出たチ○ポに我慢できなくなったエステティシャンとうかさんにいっぱい可愛がってもらいました… | SEPVR-00009          | KMPVR-bibi-              |        |
| 12月20日 | 唾液交換VR 女性のツバを飲みたい! 女性にツバを飲ませたい! そんなアナタの願望が叶う! 大量のミックス唾液でヌルシコノーモザイクJOI! | WAVR-00081           | ワンズファクトリー       |        |
| 12月27日 | 一日体験入学! これが噂の尻見放題のフィットネスクラブ! | DOVR-00055           | 4K VR                    |        |
| 2020年   | |                      |                          |        |
| 1月3日   | 美女に怒られながらシコシコVR!! | WAVR-00085           | ワンズファクトリー       |        |
| 1月29日  | 爆乳Iカップ 極上ボディーでタップリご奉仕! 超高級マッサージ店の中出しスペシャルフルコース | h_1456pxvrPXVR-00003 | P-BOX VR                 |        |
| 1月31日  | 世界で一番中出し精子を子宮で受け止める女の子の超!気持ち良い種付けSEX | RVR-00025            | Rookie                   |        |
| 2月20日  | 出張先で憧れの女上司とまさかの相部屋に…。 性欲モンスターになったIカップ美巨乳デカ尻女上司に僕は始発まで激しい種搾り騎乗位プレスでヌかれまくった | DSVR-00623           | SODクリエイト            |        |
| 2月25日  | 謝罪に来た美人人妻に土下座をさせてエロイ事を強要し生ハメ中出し謝罪SEX! | EXVR-00301           | KMPVR                    |        |
| 3月5日   | buz流がちゃヘル! 色っぽいお姉様系デリヘル嬢とうかちゃんががちゃ持ってやってきた! プレイ内容はがちゃ次第!? | BUZ-00048            | VR buz                   |        |
| 3月7日   | buz流メンズエステ! 人妻系エステティシャンとうかちゃんに直談判! | BUZ-00049            | VR buzz                  |        |
| 3月20日  | 魅惑のフロントジッパー痴女VR レオタードとブーツの性癖ドストライク美女が目の前に! | EXVR-00303           | KMPVR                    |        |
| 4月4日   | 癒しの館へようこそ お客様、私のおっぱいでたっぷりくつろいでくださいね♡ ショートコース編 | DOVR-00061           | 4K VR                    |        |
| 4月24日  | 僕の部屋は人妻デリヘルの待機部屋!! セックスレスで欲求不満奥さんたちの色気とフェロモンで室内がムンッムン! 中出し三昧VR!! | CLVR-00093           | 変態紳士倶楽部           |        |
| 5月5日   | まさか、ココで…潮吹くつもり? | WPVR-00199           | ワープエンタテインメント |        |
| 5月6日   | 見つめられるだけで濡れ、触れられるだけで感じてしまう超敏感体質の人妻が働くフェロモン全開中出ししまくれるチャイナエステVR | WAVR-00101           | ワンズファクトリー       |        |
| 7月22日  | セクハラサイコロ いけないことしたらお仕置きは中出し | RVR-00048            | Rookie                   |        |
| 7月31日  | 乳首責め専門デリヘル嬢に騎乗位で生中出し とうかさん (29) | MTVR-00009           | Mr.michiru               |        |
| 9月4日   | 乳首の弱いカノジョと僕が、互いに乳首を責めあいました。 | WPVR-00211           | ワープエンタテインメント |        |
| 11月13日 | ピンク乳首弾力Gカップ&究極お椀型Iカップ 業界最高峰W美巨乳が仰向けアングルで完全包囲してくれるVR | EBVR-00019           | E-BODY                   |        |
| 2021年   | |                      |                          |        |
| 7月7日   | 風パンチラ | RVR-00073            | Rookie                   |        |

### イメージDVD
| 発売日   | タイトル                | 規格品番 | 規格品番  | メーカー             | 備考   |
| 発売日   | タイトル                | DVD      | BD        | メーカー             | 備考   |
| 2018年   | 2018年                  | 2018年   | 2018年    | 2018年               | 2018年 |
| -------- | ----------------------- | -------- | --------- | -------------------- | ------ |
| 7月19日  | Toka Glamorous Charming | REBD-324 | REBDB-310 | REbecca              |        |
| 2019年   |                         |          |           |                      |        |
| 10月18日 | Melty step              | SPRL-015 | SPRBD-015 | Superlative          |        |
| 2020年   |                         |          |           |                      |        |
| 11月1日  | LOVE MOMENT             | SS-006   | SS-006B   | ファインピクチャーズ |        |

## 書籍・その他

### 写真集
- RAY（2019年10月28日、ジーウォーク、撮影:天野功）ISBN 978-4-86297-944-5

### ポーズ集
- ぐるっとまわせる!原寸大おっぱい図鑑3D（2019年2月4日、一迅社、撮影:須崎祐次、監修:安田理央） - 「Iカップ」モデル ISBN 978-4-7580-1631-5
- ビジュアルヌード・ポーズBOOK act 凛音とうか（2019年2月26日、二見書房、撮影:長谷川朗）ISBN 978-4-576-19033-4
- 巨乳専門ポーズ集 着衣巨乳を脱がせてみたら（2020年3月31日、一迅社、撮影:須崎祐次）ISBN 978-4-7580-1686-5[16]

### デジタル写真集
- Toka Glamorous Charming（2019年9月15日、REbecca）
- FLOWER 凛音とうか vol.01（2020年2月21日、ジーウォーク、撮影：天野功）
- FLOWER 凛音とうか vol.02（2020年2月21日、ジーウォーク、撮影：天野功）
- LOVE MOMENT デジタル写真集（2020年11月20日、ファインピクチャーズ、撮影：SHOOTING STAR）
- 凛音色【ヘアヌード写真集】（2021年6月25日、プレステージ出版、撮影：関純一）※特典映像付き
- 凛音色【グラビア写真集】（2021年6月25日、プレステージ出版、撮影：関純一）
- 絶対的スーパーナチュラルポーズブック 凛音とうか（2022年1月14日、プレステージ出版、撮影：Taro Washio）
- デジグラ・デラックス 凛音とうか 001（2022年1月25日、PAD）
- 神熱 PHOTO BOOK 凛音とうか（2022年2月11日、プレステージ出版）
- デジグラ・デラックス 凛音とうか 002（2022年2月23日、PAD）

### 雑誌
- 週刊大衆 2018年7月9日号（双葉社） - グラビア「ハダカで初登場」
- 週刊アサヒ芸能 2018年9月20日号（徳間書店） - グラビア「ドリーム裸身」
- 週刊プレイボーイ 2018年11月26日号（集英社） - インタビュー「下乳ロケットおっぱい 新人女優」
- 週刊実話 2018年12月27日号（日本ジャーナル出版） - グラビア「逃避行」

- 月刊FANZA 2019年2月号（ジーオーティー） - インタビュー
- 漫画ポルノ夫人 vol.4 2019年6月号（ihr HertZ）- グラビア
- 週刊アサヒ芸能 2019年6月13日号（徳間書店） - グラビア「美しく危険な不二子BODY」
- 週刊ポスト 2019年8月30日号（小学館） - グラビア「神の乳を持つ女優たち厳選8人」
- 週刊大衆 2019年9月2日号（双葉社） - グラビア「いつも勃ってます」
- 週刊実話増刊ザ・タブー 2019年9月7日号（日本ジャーナル出版） - グラビア「痴女」
- 週刊大衆 2019年10月14日号（双葉社） - グラビア「和服ヘア」
- 週刊実話 2019年10月31日号（日本ジャーナル出版） - グラビア「淫欲」

- 週刊実話 2020年1月9・16日号（日本ジャーナル出版） - グラビア「濃密フェロモン」
- 週刊アサヒ芸能 2020年2月13日号（徳間書店） - グラビア「触って見る?」
- 週刊実話 2020年4月2日号（日本ジャーナル出版） - 袋とじ「誘惑する曲線美」
- 週刊実話 2020年7月9日号（日本ジャーナル出版） - 袋とじ「淫欲ヴィーナス」
- 週刊実話 2020年9月10日号（2020年8月27日、日本ジャーナル出版）- グラビア「淫女の棲む家」
- 週刊大衆 2020年12月7日号（双葉社）- インタビュー「最新H&女性器インタビュー! 日本一の美人妻「終電ナンパ」からGカップ爆乳「ドM名器」、最強の痴女「100人筆下ろし」、セレブ熟女｢真珠体験｣まで 人妻ＡＶ女優15人「過激SEX&アソコの秘密」激白 並木塔子／東凛／君島みお／織田真子／里美ゆりあ／凛音とうか／一条綺美香 etc. 夫に内緒で出演中のイケナイ奥様から、作品で人妻役は熟女の皆さんまで、最近「しちゃった」淫ら性交を聞いた!」

- 週刊実話 2021年10月7日号（日本ジャーナル出版）- グラビア「美乳がポロリ」
- 週刊実話 2021年6月3日号（日本ジャーナル出版）- 袋とじ「ヴィーナスの復活」

### グッズ
- 凛音とうか 等身大抱き枕カバー＜SexyランジェリーVer＞（2018年8月25日、ゲファルサ）
- FOXY HOLE Plus-フォクシー ホール プラス- 凛音とうか（2020年2月29日、ケイ・エム・プロデュース）※非貫通オナホール

## 出演

### ネット番組
- セクシーゴルフユニット六本木リンクス #17 - #20（GOLF Net TV）
- 給与明細 #35,#104（2019年1月6日,2020年7月12日、AbemaTV）

### テレビ
- Sweet Angel #118（2020年7月8日、MONDO TV）
- どぶろっくと山岸逢花の ＃やらかしジャッジメント（2022年1月、刺激ストロングチャンネル）